# Блюмлісальп
Блюмлісальп — це гірський масив у Бернських Альпах, сильно покритий льодовиками, на території муніципалітетів Кандерштег та Райхенбах-ім-Кандерталь.
Його основними піками є:
- Блюмлісальпхорн (3 661 м.н.м.)
- Віссі ('Біла') Фрау (3 650 м.н.м.) 46°29′35″ пн. ш. 7°47′0″ сх. д. / 46.49306° пн. ш. 7.78333° сх. д.
- Моргенхорн (3 623 м.н.м.) 46°29′46″ пн. ш. 7°47′28″ сх. д. / 46.49611° пн. ш. 7.79111° сх. д.

Вся територія масиву знаходиться в кантоні Берн і формує північне крило основного хребта Бернських Альп. З заходу, масив поєднується з групою Долденгорн через піки Ошіненгорн та Флюнденгорн; зі сходу масив продовжується горою Гшпалтенгорн.

## Географія

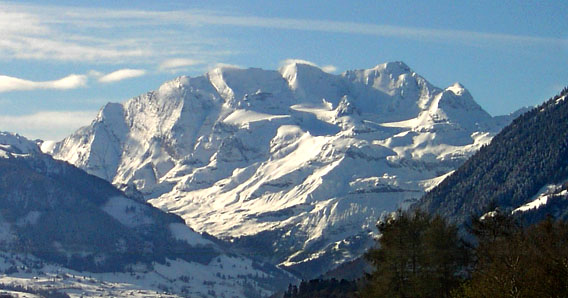
Масив Блюмлісальп

Блюмлісальп формує високий хребет, який закінчується крутими схилами (обривами) з південно-східної сторони. Масив віншується чотирма основними піками, в такому порядку, зі сходу на захід: Моргенгорн (3 623 м.н.м.), Вайсе Фрау (3 650 м.н.м.), Блюмлісальпгорн (3 661 м.н.м.) та Ошіненгорн (3 486 м.н.м.). На південний захід від останнього піку, між ним та Долденгорном, є менша вершина — Фрюнденгорн (3 369 м.н.м.).
Якщо дивитись з північного заходу (з Дюнденхорну), перед основним хребтом масиву видно три менші вершини як острівці посеред льодовиків, що вкривають цей схил масиву. Це Вільді Фрау (3 260 м.н.м.), Уфем Шток (3 221 м.н.м.), та Блюмлісальп Ротгорн (3 297 м.н.м.).
Два основних витоки льодовика Блюмлісальп (нім. Blüemlisalpgletscher) стікають донизу з просвітів між трьома вищеназваними меншими вершинами, але короткий рукав льодового потоку між Вільді Фрау та Уфем Шток повертає на північ і приєднується до витоків льодовика Кінталь.

## Альпінізм

### Історія підкорень
Найвища вершина масиву була вперше підкорена в 1860 році Леслі Стефеном, разом з Лайвінгом та Стоуном, з Мельхіором Андереггом та П'єром Сімоном Аргент'єрським як гідами.
Північна стіна Блюмлісальпу була вперше пройдена 1 липня 1924 року Віллі Річардетом, Вальтером Амштутцем та Германом Салвісбергом.

### Маршрути
- Поточний стандартний маршрут веде від прихистку Blüemlisalphütte [Архівовано 13 червня 2017 у Wayback Machine.] (2 834 м.н.м.) спочатку в південному напрямку через східний рукав льодовика Блюмлісальп в напрямку північних стін Моргенхорну та Вайсе Фрау. Далі між вершинами Шток та Вейсе фрау маршрут повертає на південний захід і піднімається по накопиченню уламків скель під північною стіною Блюмлісальп, після чого по крутому підйому по кризі досягається сідло Ротхорну, від якого починається останній етап маршруту - складний підйом спочатку по скелястому північно-західному гребеню, а в верхній частині — по снігу до вершини. Підйом займає бл. 5 годин. Подальший маршрут через Вайсе Фрау до Моргенхорну (перехід через Блюмлісальп назад до Blüemlisalphütte) набагато складніший та призначених лише для дуже досвідчених альпіністів.
- підйом по північній стіні є складним, оскільки при висоті 450 метрів, її середній ухил становить бл. 45°, де пласкі ділянки змінюються ділянками з ухилом до 70°, і майже вся стіна покрита кригою. Складність маршруту змінюється в залежності від крижаних умов.
- Підйоми по південній стороні йдуть по крихким уламкам скель і мають другорядне альпіністське значення.

Від Кандерштегу в долині Кандерталь починається дуже мальовничий туристичний маршрут повз Ошінензее до перевалу Гохтюрлі і далі через Зефіненфургге до долини Зефіненталь. Маршрут проходить повз язик льодовика Блюмлісальп. Прихисток Blüemlisalphütte знаходиться майже прямо над найвищою точкою перевалу. До  нього також можна дістатися від долини Кінталь на півночі.

## Галерея

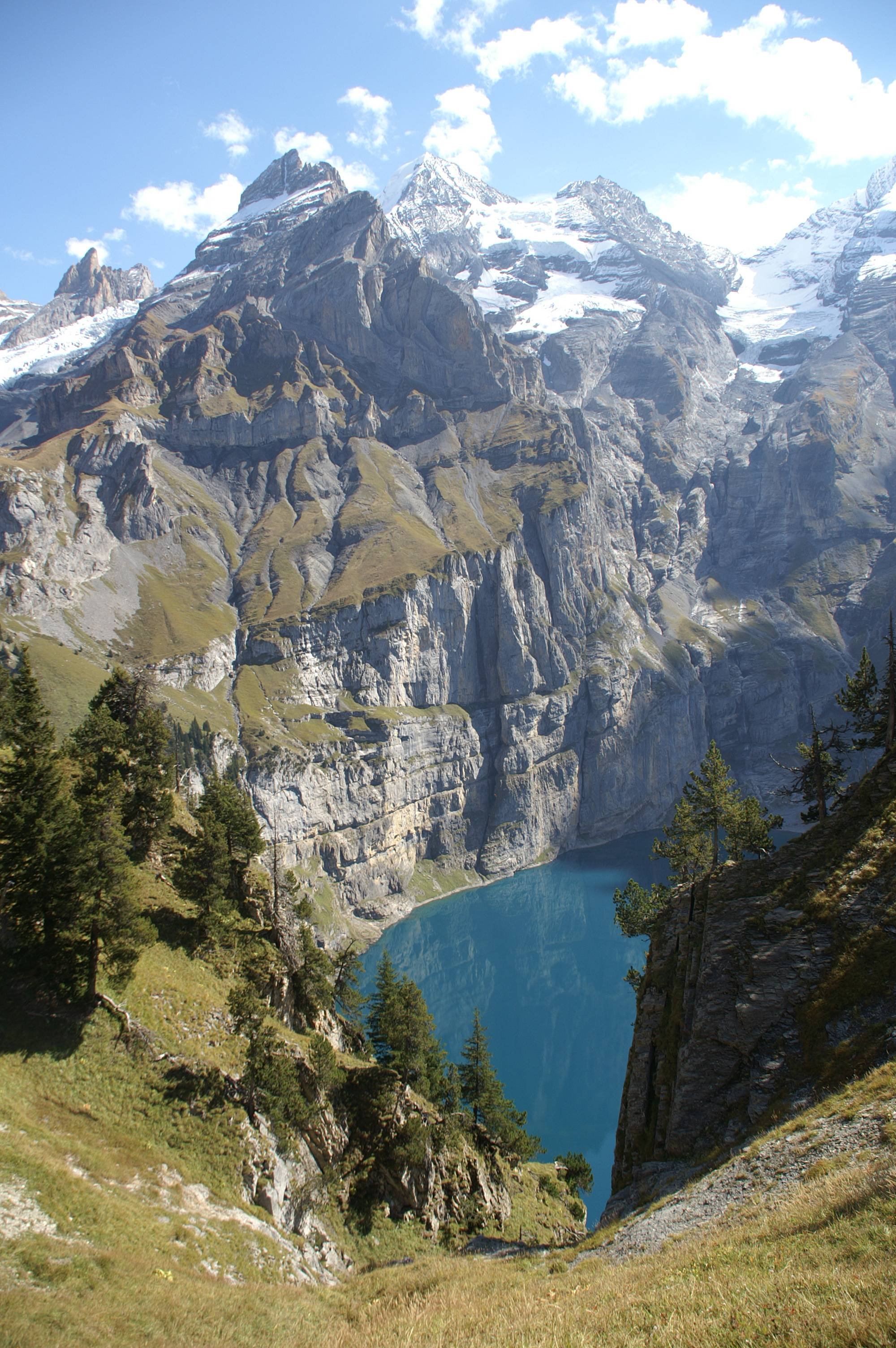
Блюмлісальп (в центрі) та озеро Ошінензее
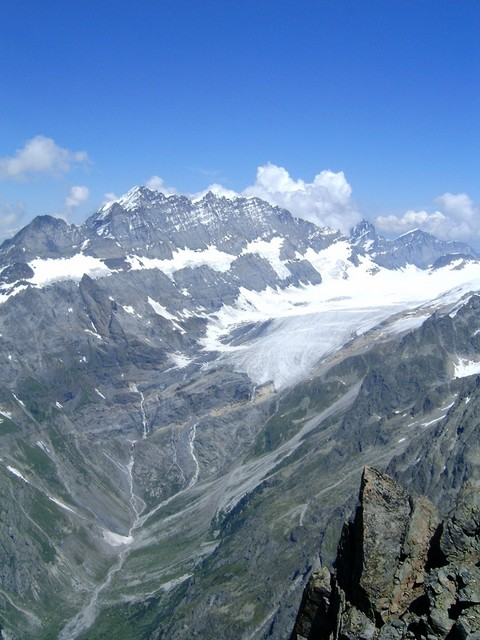
Південний схил Блюмлісальп над Кандерфірном
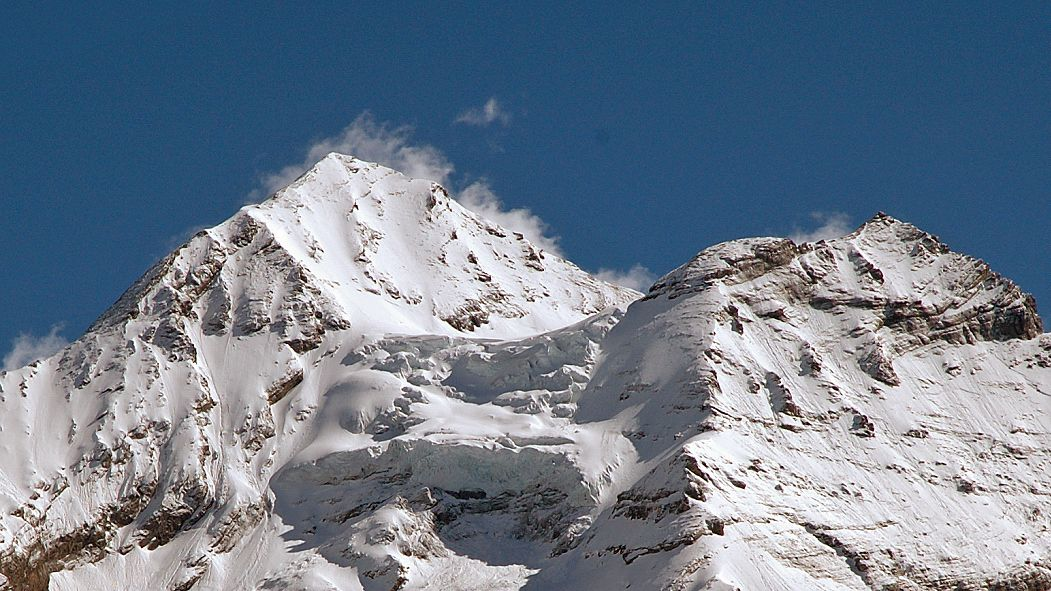
Піки Блюмлісальпхорн та Оешіненхорн
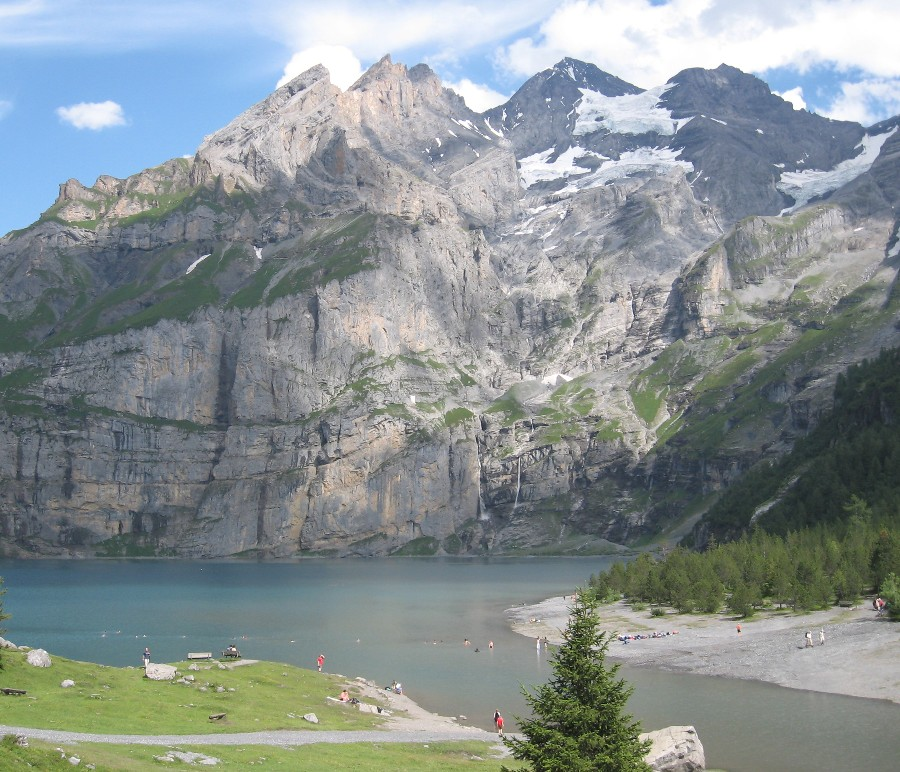
Вид від Ошінензее
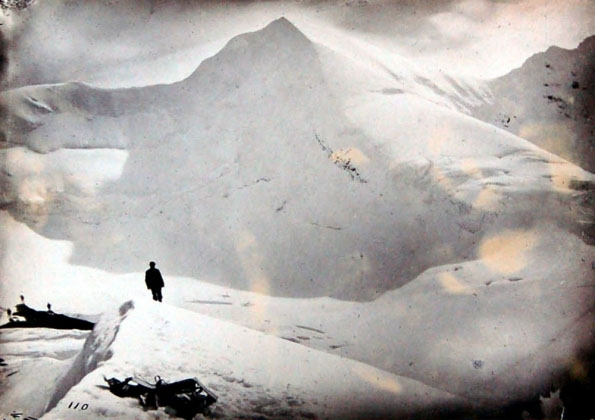
Фотографія Жюля Бека на фоні  Віссі Фрау (1873)
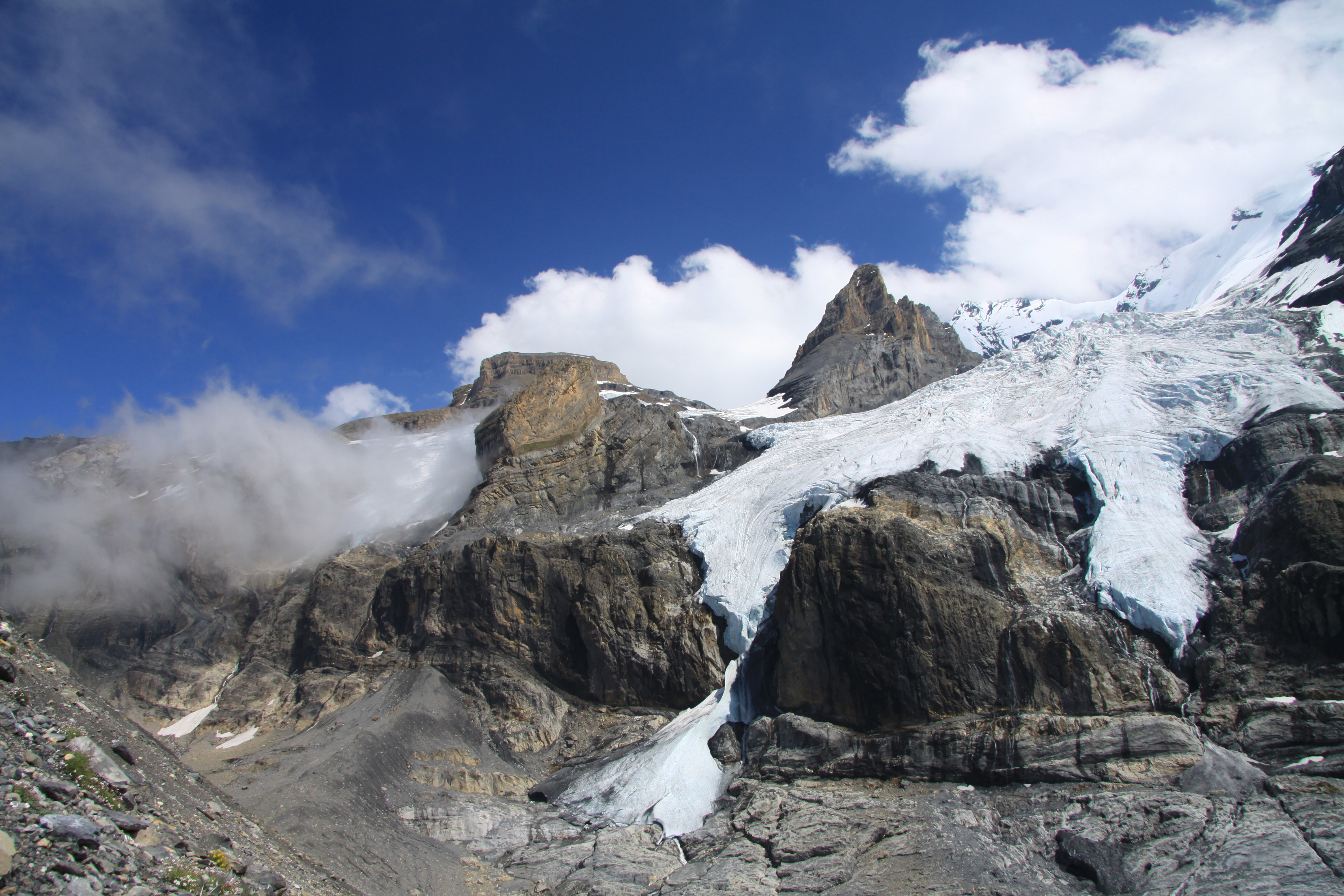
Льодовик Блюмлісальп (літо 2011)